# Superior (tiểu bang đề xuất)

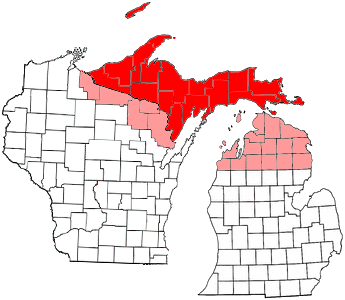
Map of proposed State of Superior. Red areas indicate generally accepted areas of Superior, while pink areas are present in some definitions.

Đề xuất Tiểu bang Superior (hoặc Tiểu bang ontonagon) là tên của một "tiểu bang thứ 51" đề nghị liên quan đến sự ly khai của bán đảo Thượng Michigan, và một phần khác ở miền bắc Michigan, và trong một số đề xuất, còn có một số các quận phía Bắc ở bang Wisconsin. Đề xuất này được thúc đẩy bởi sự khác biệt về văn hóa, tách biệt địa lý, và niềm tin rằng những thủ đô tại Lansing, Michigan, và Madison, Wisconsin, bỏ qua các vấn đề của "Vùng Superior." Các khu vực như vậy cũng đã được nhắc đến như một tiểu bang tương lai có thể được đặt tên Sylvania bởi Thomas Jefferson. Đặt tên cho hồ Superior, ý tưởng đã đạt được sự chú ý nghiêm trọng vào những thời điểm, mặc dù nó có vẻ không bao giờ trở thành hiện thực vì số lượng lớn tài trợ mà khu vực này nhận được từ phần dưới của nhà nước, và vì hoàn thành cầu Mackinac năm 1957, trong đó đã cho bán đảo Upper một kết nối đường cao tốc trực tiếp với phần còn lại của nhà nước. Một số nhà lập pháp nổi bật, bao gồm cả vùng bán đảo Thượng Michigan chính trị gia Dominic Jacobetti, cố gắng ban hành pháp luật như vậy trong những năm 1970, với sự không thành công.
Nếu bán đảo Thượng Michigan trở thành một tiểu bang, nó sẽ hiện đang có số dân nhỏ hơn so với bất kỳ tiểu bang khác, với 320.000 cư dân, như vậy thì số dân của tiểu bang chỉ có bằng 60 phần trăm dân số Wyoming và ít hơn 50 phần trăm của Alaska. Nó sẽ xếp thứ 40 theo diện tích đất, lớn hơn Maryland. Thành phố đông dân nhất là Marquette, có dân số nhỏ hơn Burlington, Vermont, trong đó có dân số thấp nhất trong 50 thành phố có đông dân nhất ở quốc gia tương ứng của họ.